# Luigi Manocchio

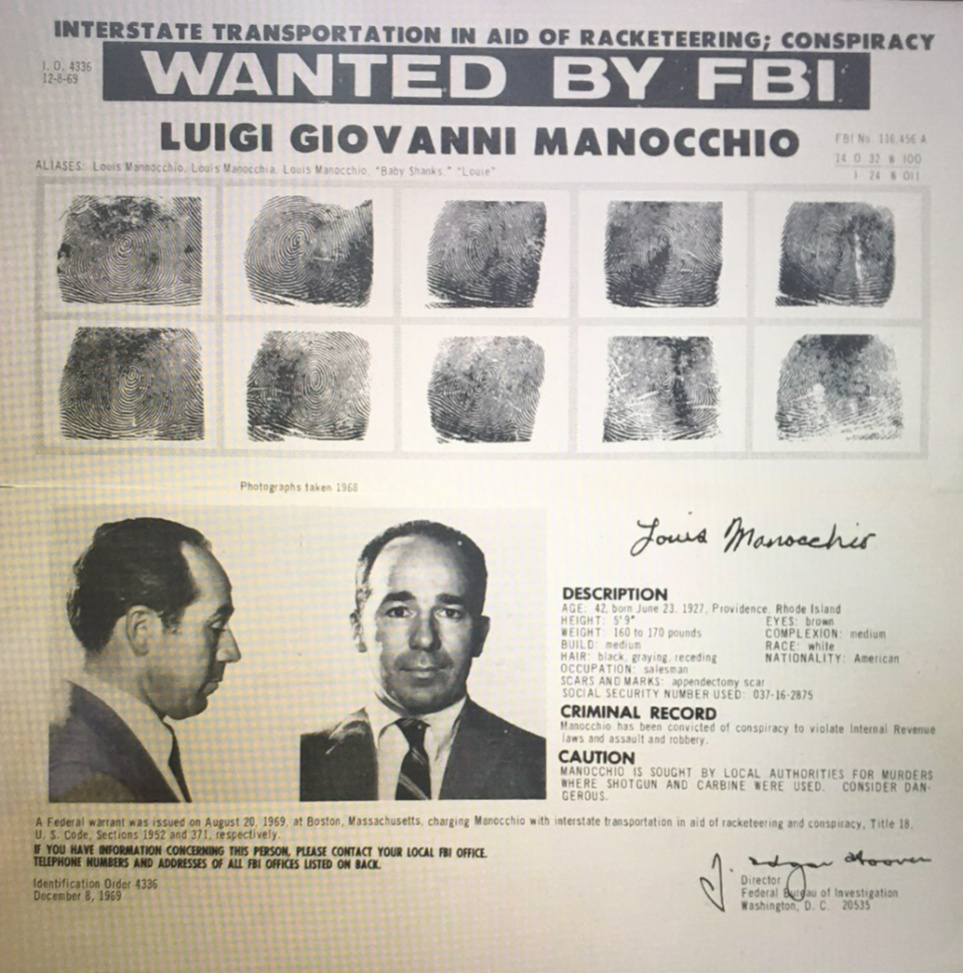
Steckbrief des FBI (1969)

Luigi „Baby Shacks“ Manocchio (* 23. Juni 1927 in Providence; † 8. Dezember 2024), auch bekannt als Louie, The Professor und The Old Man war ein italienisch-amerikanischer Mobster der US-amerikanischen Cosa Nostra aus Providence (Rhode Island) und Boss der Patriarca-Familie (New England Crime Family) aus Neuengland.

## Leben
In den 1940er Jahren hatte der junge Luigi Manocchio eine Vorstrafe vorzuweisen.
Im Jahr 1969 wurde er für die Teilnahme an der Ermordung von zwei Männern namens Rudolph Marfeo und Anthony Melei angeklagt. Daraufhin floh er nach Frankreich und kehrte aber später in die Vereinigten Staaten zurück, wo er den Großteil der 1970er Jahre, bedeckt in New York City lebte. Im Jahr 1979 stellte sich Manocchio schließlich und bekannte sich für mehrere kleinere Vergehen schuldig. Er wurde zu 30 Monaten Gefängnis verurteilt.
Im Juli 1996 wurde Manocchio zusammen mit 43 weiteren für die Mitgliedschaft an einem Einbrechering angeklagt. Die Staatsanwaltschaft behauptete, dass die Bande für den Diebstahl von 10 Millionen US-Dollar verantwortlich gewesen sei.
Viele Familienmitglieder wanderten ins Gefängnis, und Manocchio wurde im Jahr 1996 offizielles Oberhaupt der Patriarca-Familie. Als im April 1999 der Prozess gegen Manocchio begann, bekannte er sich selbst für schuldig und wurde zu drei Jahren auf Bewährung verurteilt.
Man beschrieb ihn als einen „klugen und opportunistischen Führer der alten Schule“ und als „zäh und kompetent“.
Manochios Hauptquartier war ein Waschsalon in Federal Hill (Providence).
Berichten zufolge, trat Manocchio im Jahr 2009 als Oberhaupt zurück und überließ den Posten des neuen Bosses seinem Consigliere namens Peter J. Limone.
Am 19. Januar 2011 wurde Manocchio wegen Erpressung der Eigentümer von zwei Sex-Establishments aus Providence namens Cadillac Lounge und Satin Doll Club angeklagt. Die Anklageschrift beinhaltete auch seine Spitznamen Louie, The Professor, The Old Man und Baby Shacks. Erneut bekannte sich Manocchio schuldig und wurde zu fünfeinhalb Jahren Haft verurteilt. Manocchio erklärte dem Gericht: „Durch meine Position erbe ich die Taten meiner Mitarbeiter.“ und „Ich weiß nicht, was Sie von meiner Familie oder meinen Freunden zu wissen glauben. Ich persönlich bedrohte niemanden.“
Im Mai 2015 wurde Manocchio gestattet, den Rest seiner Strafe als Hausarrest in seinem Haus in Federal Hill „abzusitzen“. Im November 2015, nach sechs Monaten des Hausarrests, hatte er seine gesamte Strafe verbüßt und war nun im Alter von 88 Jahren wieder ein freier Mann.